# ハミウリ
ハミウリ（哈密瓜、学名：Cucumis melo var. inodorus）は、ウリ科の一年草。また、その果実のこと。フユメロンの一品種である。

## 概要
古くは皇帝への献上品とされた。一説によれば、哈密回王の献上品に対して清の康熙帝が付けた名前だという。中国新疆ウイグル自治区哈密（ハミ）地区原産。遺伝的な多様性を有しているが、研究は不十分である。
甘みが強く、中国でも特にブランド性の高いウリである。21世紀現在では、哈密地区に中国中から果物・野菜の仲買人がハミウリを求めて集まる。また、日本でも栽培されている。

## 名称
中国語では、メロンのことも“哈密瓜”と書く事例がある。